# 加入
加入（かにゅう、英: accede、仏: adhérer）とは、組織・団体・または枠組などに参加し、その一員となること。
国際法上では、条約について、署名を行うことなく、条約を締結する手続のひとつである。

## 概要
国家が条約を締結する手続には、批准、受諾、承認、そして本項で扱う「加入」等があるが、締結の具体的方法はそれぞれの条約中で規定されており、条約によって異なっている。このうち、批准や受諾は、条約に署名をした上で、必要な国内手続を経て条約を締結する手続である。一方、条約への署名には期限が設けられており、その期限中に何らかの理由で署名しなかった、あるいはできなかった国家は、署名を要件とする批准や受諾ではなく、加入の手続によって条約を締結することになる。
加入の手続は、条約法に関するウィーン条約の第15条に規定されており、条約の交渉過程に参加したか否かに関わらず、署名により条約への同意を示さなかった当該国政府について、以下のいずれかの条件を満たす場合に適用される。
1. 当該国が加入により同意を表明することができることを条約が定めている場合
2. 当該国が加入により同意を表明することができることを交渉国が合意したことが他の方法により認められる場合
3. 当該国が加入により同意を表明することができることをすべての当事国が後に合意した場合